# Syzygium rotundifolium
Syzygium rotundifolium là một loài thực vật thuộc họ Myrtaceae. Đây là loài đặc hữu của Sri Lanka.